# Salima Ikram
Salima Ikram (ur. 1965 w Lahaur w Pakistanie) – pakistańska archeolog, specjalistka w dziedzinie mumifikacji zwierząt w starożytnym Egipcie.
Mając dziewięć lat przyjechała po raz pierwszy do Egiptu, gdzie zainteresowała się historią i pozostałościami staroegipskiej cywilizacji.
Następnie ukończyła archeologię i egiptologię w Bryn Mawr College w Pensylwanii w USA.
Brała udział w wykopaliskach w Buto i Gizie. Uczestniczyła w Akhenaten Temple Project w Karnaku, a obecnie w Theban Mapping Project. Pracowała również w Dahszur, Gebel el-Haridi, Sakkara, Tall al Muqdam i grobowcach: KV10, KV5. 
Po odkryciu grobowca KV63 na początku 2006 roku, dr Ikram została poproszona o przebadanie zawartości odkrytych w grobowcu dzbanów, gdyż sądzono, że znajdą się w nich pozostałości pokarmów pogrzebowych.
Obecnie mieszka w Kairze. Wykłada archeologię i egiptologię na Uniwersytecie Amerykańskim. Jest także korespondentem popularnego czasopisma egiptologicznego KMT. Bierze udział w telewizyjnych programach popularnonaukowych kanału Discovery Civilisation poświęconych cywilizacji staroegipskiej.

## Publikacje
W języku polskim:
- Śmierć i pogrzeb w starożytnym Egipcie

W języku angielskim:
- Ancient Egyptian Materials and Technology (Cambridge: CUP)
- Death and Burial in Ancient Egypt (Longman, 2003)
- Divine Creatures: Animal Mummies In Ancient Egypt (American University in Cairo Press, 2005)
- Encyclopedia of Ancient Egypt (Nowy Jork: OUP)
- Mummy in Ancient Egypt: Equipping the Dead for Eternity (Londyn: Thames & Hudson, 1998) (wraz z Aidan Dodson)
- Non Human Mummies Catalog (American University in Cairo Press, 2003)
- Pyramids (Kair: Zeitouna)
- Royal Mummies in the Egyptian Museum (Kair: Zeitouna/American University in Cairo Press, 1997)

## Filmy dokumentalne
- Egypt's Ten Greatest Discoveries (Egypt's Ten Greatest Discoveries(inne języki))